# Polistes chinensis
Espèce
Polistes chinensis est une espèce d'insectes hyménoptères de la famille des Vespidae, sous-famille des Vespinae, du genre Polistes.

## Répartition
L'espèce réside en Chine et au Japon. Une sous-espèce P. chinensis antennalis a colonisé depuis 1979 la Nouvelle-Zélande.